# Bernd Kielburger
Bernd Kielburger (* 24. August 1947 in Pforzheim) ist ein deutscher Politiker (SPD).

## Leben und Beruf
Nach dem Abitur in Karlsruhe studierte Bernd Kielburger bis 1971 an der Pädagogischen Hochschule Karlsruhe. Anschließend war er bis 1986 als Lehrer in Königsbach-Stein tätig. Kielburger ist verheiratet und hat zwei Kinder.

## Politik
In den Jahren 1971 bis 1989 war Kielburger Mitglied des Gemeinderates in Remchingen und von 1973 bis 1993 des Kreistages des Enzkreises. Im Jahr 1980 wurde er in den Landtag von Baden-Württemberg gewählt, dem er bis 2001 insgesamt fünf Legislaturperioden angehörte. Er vertrat dort über ein Zweitmandat den Wahlkreis Enz. Von 1990 bis 2012 war Kielburger Bürgermeister der Gemeinde Königsbach-Stein. Er wurde 1998 und 2006 wiedergewählt.

## Ehrungen
Im Jahr 1998 wurde Kielburger mit dem Bundesverdienstkreuz Erster Klasse geehrt. 2013 erhielt er die Willy-Brandt-Medaille.